# Balschtespitze
Balschtespitze är en bergstopp i Österrike.   Den ligger i distriktet Reutte i förbundslandet Tyrolen, i den västra delen av landet, 500 km väster om huvudstaden Wien. Toppen på Balschtespitze är 2 504 meter över havet, eller 87 meter över den omgivande terrängen. Bredden vid basen är 0,22 km.
Terrängen runt Balschtespitze är huvudsakligen bergig. Trakten är glest befolkad. Närmaste större samhälle är Mittelberg, 19,8 km väster om Balschtespitze. 